# Patrick Roberts
Patrick John Joseph Roberts (født 5. februar 1997) er en engelsk fodboldspiller, der spiller i Sunderland.
Han debuterede i Premier League for Fulham F.C. den 22. marts 2014 mod Manchester City F.C. i en kamp, som sidstnævnte vandt 5-0.
Patrick Roberts fik aldrig en fast plads hos Manchester City og var udlejet i flere sæsoner, inden han skiftede til Sunderland i januar 2022.